# Synagoge (Bruyères)

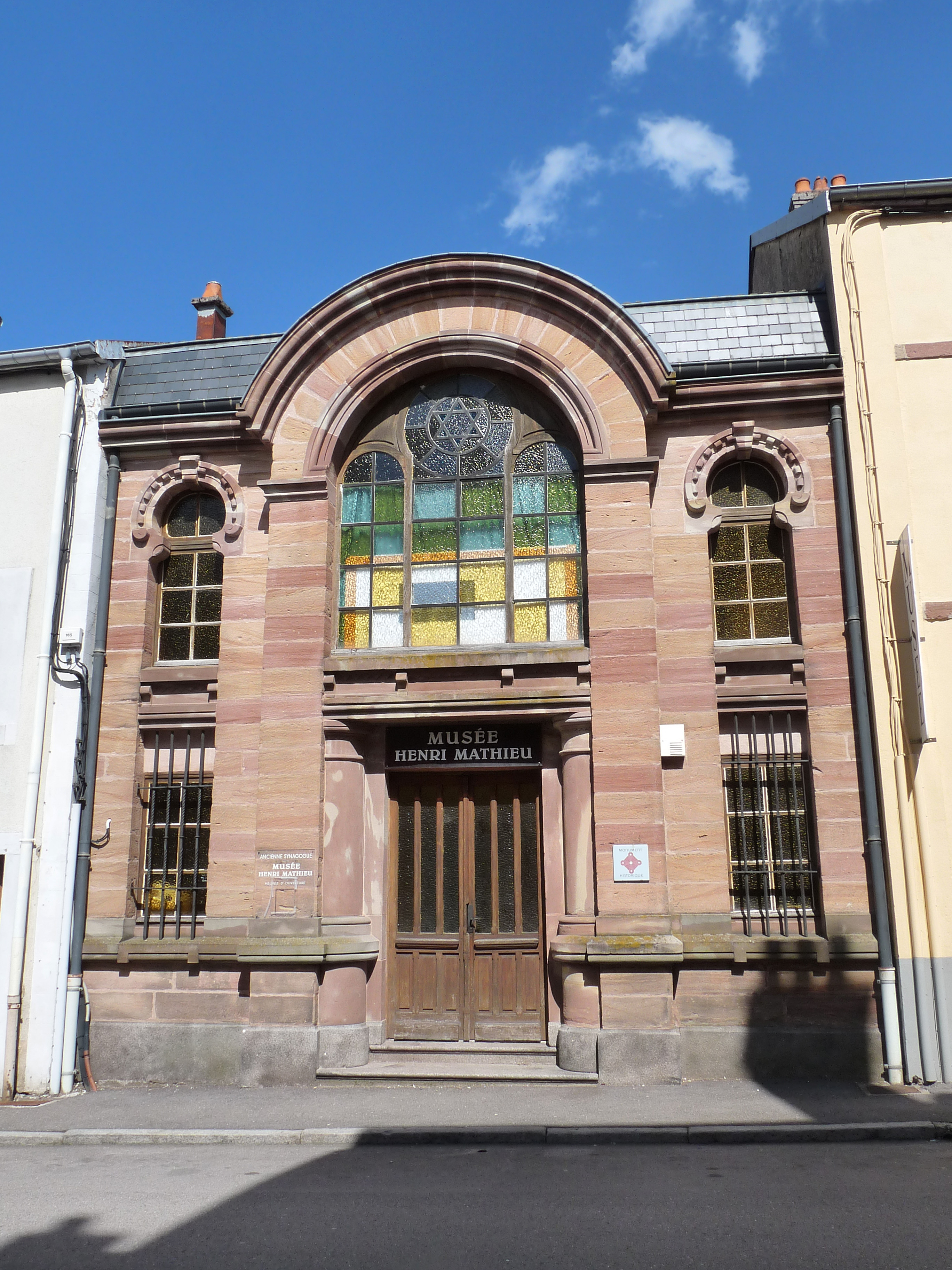
Synagoge in Bruyères

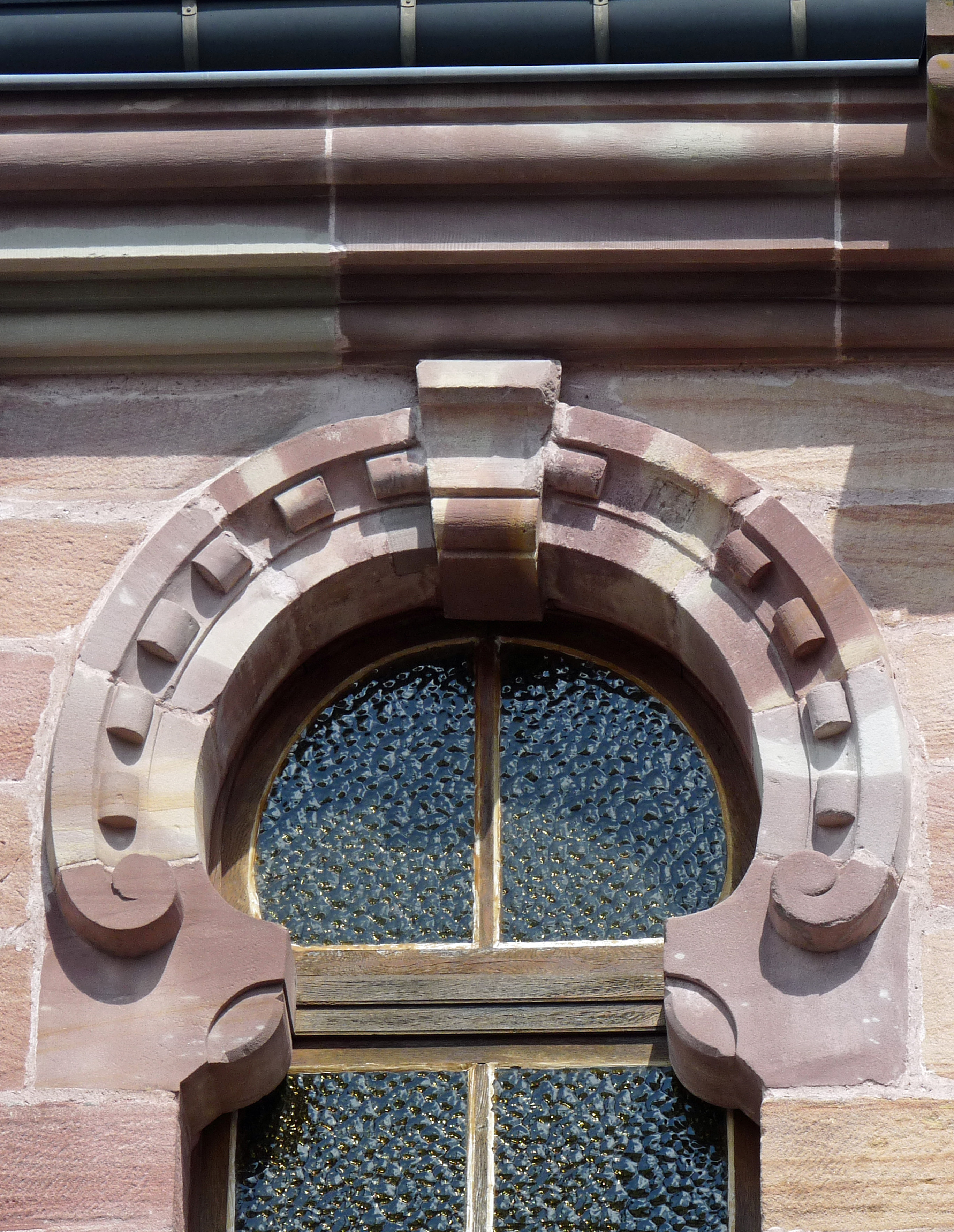
Fenster der Synagoge im Stil des Art Nouveau

Die Synagoge in Bruyères, einer Gemeinde im Département Vosges in der französischen Region Lothringen, wurde 1902/03 errichtet. Die Synagoge an der Rue de l’Hôpital Nr. 3 ist seit 1991 als Monument historique klassifiziert.

## Geschichte
Die Synagoge wurde nach den Plänen des Architekten Boulay aus Épinal im neuromanischen Stil begonnen. Nur mit Hilfe der finanziellen Unterstützung des Pariser Mäzens Daniel Iffla (1825–1907) konnte schließlich die Synagoge fertiggestellt werden. Iffla setzte als neuen Architekten den ihm bekannten offiziellen Architekten des Konsistoriums von Paris Lucien Hesse durch. Dieser ließ sich von der neuen Stilrichtung des Art Nouveau inspirieren, wie später auch Hector Guimard beim Bau der Synagoge der Rue Pavée in Paris. Die Synagoge wurde am 17. September 1903 vom Großrabbiner Moïse Schuhl (1845–1911) aus Épinal eingeweiht.

## Architektur
Die Synagoge ist aus Buntsandstein errichtet und hat eine Breite von sieben Metern und eine Länge von 10,50 Metern. Die großen Fenster zur Straße geben dem Innenraum ausreichend Tageslicht. Über dem Haupteingang, gesäumt von zwei Säulen, wird ein großes Fenster mit Davidstern von einem Bogen auf Pilastern überspannt.

## Heutige Nutzung
Die Synagoge wurde 1947 verkauft und als Werkstatt genutzt. Die Gemeinde Bruyères kaufte das Gebäude in den 1990er Jahren und ließ es renovieren, um darin das Museum Henri-Mathieu (unter anderem zur Geschichte der Juden in den Vogesen) einzurichten.